# Pozorování
Pozorování (observace) by se dalo obecně definovat jako smyslová percepce okolního světa. Je to cílevědomé, soustavné a plánovité vnímání jevů a procesů, které směřuje k odhalení podstatných souvislostí a vztahů sledované skutečnosti. Vědecké pozorování se na rozdíl od „laického“ pozorování dá definovat jako technika sběru informací založená na zaměřeném, systematickém a organizovaném sledování aspektů, fenoménů, které jsou předmětem zkoumání. Vědecké pozorování je jedna ze všeobecně akceptovaných vědeckých metod, a hraje tak důležitou roli v rámci kvalitativního a kvantitativního výzkumu.
Pozorování by mělo splňovat několik podmínek. Mělo by být přesně organizované, probíhat podle stanoveného plánu, pozorované jevy a procesy musí být přesně registrované. Závěr procesu pozorování tvoří analýza pozorovaných údajů.
Další podmínky musí splňovat také pozorovatel. Měl by mít zdravé smyslové orgány, schopnost přesného odhadu, schopnost koncentrace pozornosti (cca 20 minut), oproštění od negativních vlivů, schopnost přesného vnímání, oproštění se od předsudků a zaujatosti, vedení bezprostředních a přesných záznamů.
Pozorováním bez intervence (experimentu) nelze usuzovat na kauzalitu, ale pouze na korelaci.

## Historický vývoj
Pozorování hojně využíval v druhé polovině 19. století etnolog a sociolog Frank Hamilton Cushing při svém pozorování indiánů Zuni, a dále pak například Bronisław Malinowski, Edward Evan Evans-Pritchard,nebo Margaret Meadová. Tento přístup platil pro antropology za hlavní přístup k etnografickému výzkumu. Přístup spoléhal na kultivaci osobních vztahů s místními obyvateli jako na způsob jak zjistit o kultuře co nejvíc a zahrnoval jak pozorování tak účast na společenském životě skupiny. Tím, že žili s kulturami, které studovali, dokázali vědci formulovat závěry na základě zkušeností z první ruky a získávat tak zcela nové poznatky. Stejná metoda je uplatňována na skupiny v rámci západní společnosti. Obzvláště se osvědčila při studiu subkultur nebo skupin se silnou identitou - jedině včleněním se do skupiny získá výzkumník skutečnou představu o jejím fungování. 
Od osmdesátých let dvacátého století sílí hlasy zpochybňující schopnost pozorování poskytnout věrný vhled. Na popularitě získává formalizovaný program kvalitativního výzkumu známý jako zakotvená teorie iniciovaný Glaserem a Straussem. V reakci na tyto tendence vylepšila řada etnografů své metody, a to buď za účelem zvýšení replikovatelnosti, nebo v zájmu zakotvení svých interpretací do pečlivěji definované epistemologie.
Vývoj pozorování jako výzkumného nástroje tedy nebyl náhodným procesem. Podstoupil značnou míru sebereflexe a revize.

## Subjektivita při pozorování
- haló efekt – pozorovatel podléhá prvnímu dojmu
- stereotyp – pozorovatel přisuzuje vlastnost, protože to považuje za normu, např. blondýna – hloupá, nosí brýle – vzdělaný
- efekt novosti – výkony pokusných osob se zvýší vlivem nových podnětů
- hawthornský efekt – zlepšení výsledků působením aktivity vyvolané experimentální atmosférou
- placebo efekt – psychologický jev
- figura a pozadí – např. hodný člověk ve špatném prostředí může být vnímán také špatně

## Obecné dělení pozorování
Nejpřehlednější dělením pozorování je jednoznačně dělení na pozorování přímé (smyslové – nejčastěji se jedná o pozorování prostřednictvím primárních zrakových a sluchových vjemů) a pozorování nepřímé (zprostředkované – např. prostřednictvím mikroskopu, dotazníku či videozáznamu).
Další dělení pozorování je na krátkodobé a dlouhodobé, které je optimální.
Podobně jako pro jiné vědecké metody platí i pro pozorování základní rozdělení na kvalitativní a kvantitativní v závislosti na charakteru získávaných informací. O účelu kvalitativního či kvantitativního pozorování se doktor Miroslav Disman vyjádřil následovně:
Rozumět to je úkolem kvalitativního výzkumu. Kvantitativní výzkum je pouze brutální a primitivní nástroj pro testování hypotéz. Má však jednu nesmírně důležitou vlastnost: je nám schopen říct, jaká je pravděpodobnost, že jsme na omylu.

## Dělení pozorování

### Podle stupně formalizace

#### Standardizované pozorování
Vyznačuje vysokou mírou formalizace. Již před zahájením pozorování je stanoveno co, jak, jak často, kde a ideálně s jakými předpoklady vývoje budeme pozorovat. Pozorování tohoto druhu zpravidla dovoluje použití záznamového archu jakož i aplikaci více zaškolených pozorovatelů současně. Typicky se jedná o kvantitativní přístup ke zkoumání.

#### Nestandardizované pozorování
Pro nestandardizované pozorování je typický dost nízký až nulový stupeň formalizace. Dokonce i výběr souboru pozorovaných objektů se odehrává až v průběhu pozorování a na základě rozhodování pozorovatele. V praxi často představuje předchozí fázi standardizovaného pozorování a v takovém případě je jeho cílem konkretizace parametrů pozorování a vytvoření hypotézy. Z charakteru nestandardizovaných pozorování se dá usoudit, že se většinou jedná o metodu kvalitativního výzkumu.

#### Polostandardizované pozorování
Střední cestu najdeme v polostandardizovaném pozorování, které umožňuje na určité aspekty jevu nacházet odpovědi s použitím vysoce formalizovaného pozorování a na zbývající rozsah naopak nízkou mírou formalizace pozorování.

### Dělení v rámci sociálních věd

#### Podle předvídání pozorovatele
- Zúčastněné pozorování (také vnitřní) je takové pozorování, při kterém pozorovatel vstupuje do skupiny zkoumaných subjektů, stává se aktivním členem skupiny. Obvykle bývá součástí komplexnějšího zkoumání skupiny,[1] s úkolem odhalit vnitřní perspektivu účastníků[9] a bývá doprovázeno dalšími metodami vědeckého výzkumu (např. nestandardizovaným rozhovorem). Tento druh pozorování se volí hlavně v případech, kdy je objekt pozorování do značné míry neznámý, uzavřený (náboženská sekta), což zároveň vylučuje použití pozorování standardizovaného. Zároveň je zúčastněné pozorování spojené s otázkou etickosti mnohem výrazněji než pozorování nezúčastněné, už jen kvůli nutnosti aktivity v rámci skupiny. Také se vyznačuje vyšší mírou rizika zpochybnění objektivity pozorovatele a zpravidla i nemožností vedení komplexních průběžných záznamů.

- Nezúčastněné pozorování volíme v případě znepřístupnění nebo pro výzkum neopodstatněného vstupu do pozorované skupiny. V případě věd přírodních bývá takové pozorování jedinou alternativou, z důvodu neživého charakteru objektu zkoumání. Nezúčastněné pozorování může mít jako standardizovanou, tak nestandardizované podobu.

#### Podle pozice pozorovatele
- V rámci zjevného (otevřeného) pozorování jsou si jeho subjekty vědomy, že výzkumník není takříkajíc jedním z nich. Výzkumník tento fakt nejen nepopírá, ale pokud si to vyžaduje nejednoznačnost situace, tak na něj dokonce upozorní. Nejhmatatelnější nevýhoda takového pozorování je možnost výrazného zkreslení plynoucího z určitého rušení pozorovaných, z jejich následné stylizace.[1] Tento rozdíl mezi pozorovaným a výzkumníkem je při zúčastněném pozorování stíraný časem stráveným ve skupině. Výhodou otevřeného pozorování je klasická možnost volby mezi standardizovanou a nestandardizovaných formou jakož i možnost vést o výzkumu plnohodnotný záznam.

- Skryté pozorování jako takové nenarušuje přirozenost skupiny, a dovoluje tak hlubší pochopení zkoumané skutečnosti. Zároveň však pozorovateli hrozí neustále riziko prozrazení, které může v jistém sociálním prostředí dlouhodobě zdiskreditovat jako jeho výzkum, tak výzkum vůbec.[1] Se skrytým pozorováním se také silnější spojuje otázka etickosti takového výzkumu. Podobně jako zúčastněný, ze samotné podstaty skryté pozorování vylučuje použijte kvantitativního přístupu.